# Escola Thau Barcelona
L'Escola Thau de Barcelona és un centre educatiu privat concertat per la Generalitat de Catalunya i que pertany a la Institució Cultural del CIC (ICCIC) que ofereix serveis d'ensenyament des del parvulari fins a l'ESO situada al barri de Pedralbes de Barcelona.

## Història
L'Escola Thau de Barcelona fou fundada l'any 1963 per la Institució Cultural del CIC, avui Fundació Privada, la qual inicià les seves activitats el 1952, com a branca docent del centre del mateix nom.
L'Escola Thau és situada al peu de l'antic Mont d'Orsa o de Sant Pere Màrtir, a tocar del límit del municipi de Barcelona amb Esplugues de Llobregat, a l'indret anomenat Finestrelles. Consta de dos edificis, amb una capacitat per a 1.350 alumnes, un pavelló poliesportiu i set camps d'esports.

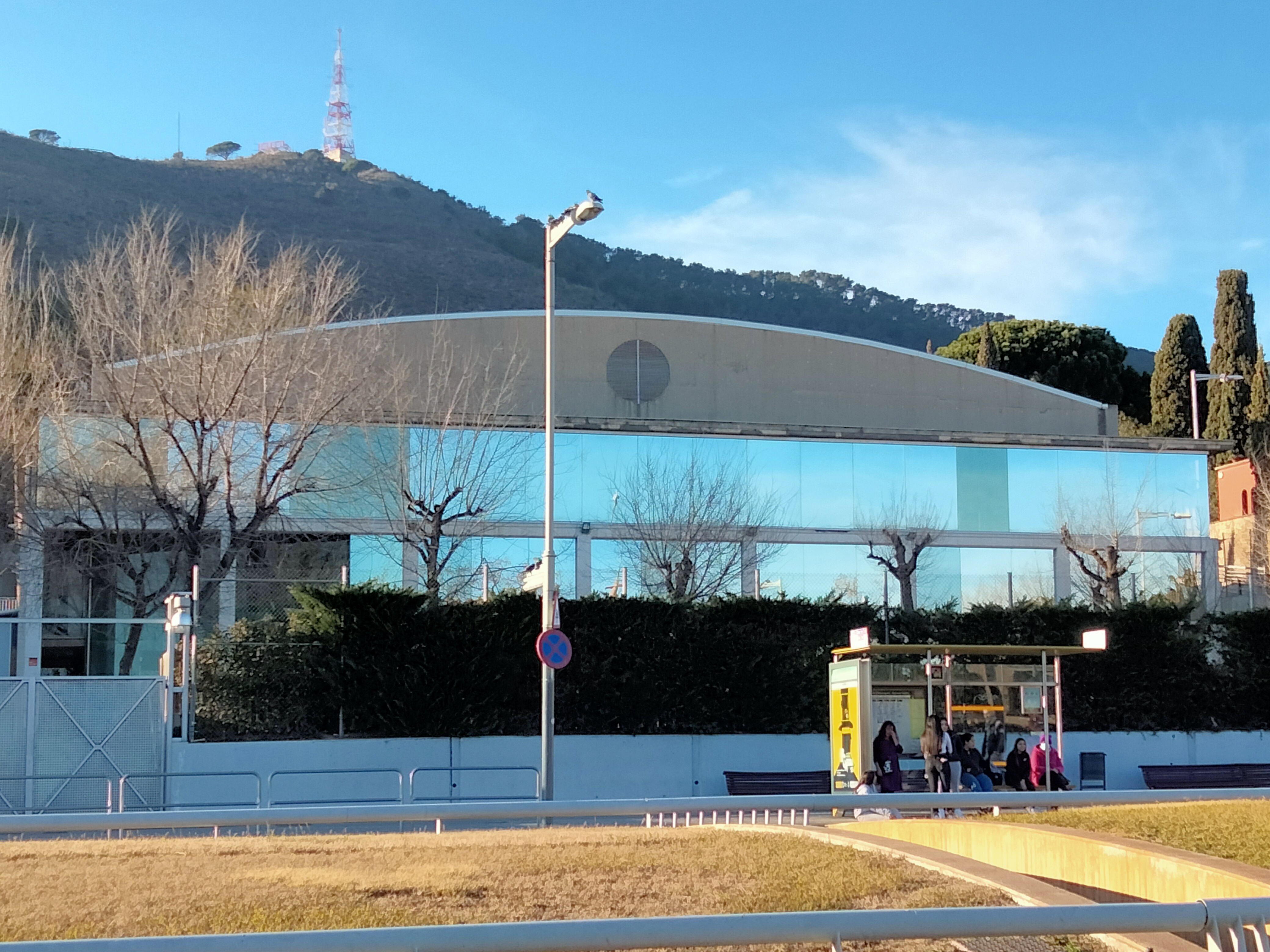
Pavelló poliesportiu

Entre tots dos edificis hi ha un amfiteatre per a actes conjunts, activitats a l'aire lliure i esplai.
L'escola fou construïda segons el projecte de l'any 1972 dels arquitectes Martorell, Bohigas i Mackay.
El poliesportiu fou construït segons el projecte de l'any 1985 dels arquitectes Josep M Gutiérrez, Pere Riera, Jordi Fargas i Josep Sotorres.